# Jens Peter Laursen
Jens Peter Martinus Laursen, född 1 januari 1888, död 23 maj 1967, var en dansk gymnast.
Laursen tävlade för Danmark vid olympiska sommarspelen 1912 i Stockholm, där han var med och tog silver i lagtävlingen i svenskt system. 